# شبح کژدم
شبح کژدم فیلمی به کارگردانی و نویسندگی کیانوش عیاری و تهیه کنندگی ناصر مجد بیگدلی، فواد نور و کیانوش عیاری محصول سال ۱۳۶۵ است.

## فیلم‌نامه
محمود، فيلمساز فيلم‌های هشت ميلی‌متری، شيفتگی خاصی به سينمای هشت ميلی‌متری دارد. او كه فيلم كوتاهی به نام شبح كژدم ساخته، قصد دارد تا از فیلمنامه‌ٔ آن فيلمی بلند بسازد؛ اما فقدان امكانات مانعی بر سر كار است. محمود دوستی دارد به نام حسن كه سياهی‌لشگر فيلم‌های فارسی است. دوستی و رفاقت اين دو، پايه‌ای است كه راه داستانی را شكل می‌دهد. عشق به سينما و سرخوردگی از تمامی كوشش‌ها، عاقبت سبب می‌شود كه موضوع داستان زنده و در زندگی واقعی اجرا شود. پس از سرقت از يک جواهر فروشی، محمود با پول‌ها می‌گريزد. برادر محمود كه به جريان سرقت مشكوک شده، به كمک حسن به تعقيب محمود می‌پردازد. در پايان، محمود كه قصد استرداد جواهرات را داشت، با مشاهدهٔ مرگ حسن، ناخواسته اعتراف می‌كند.
همچنین فیلم‌نامهٔ این فیلم، در گفتگویی با کیانوش عیاری در پاییزِ سالِ ۱۴۰۳ منتشر شده است.

## بازیگران
- جهانگیر الماسی در نقش محمود
- حسن رضایی در نقش حسن
- ناصر آقایی در نقش مجید
- ‌ منیژه آقایی در نقش توران